# دوهرن (امسلاند)
دوهرن (به آلمانی: Dohren) یک شهر در آلمان است که در Herzlake واقع شده‌است. دوهرن ۱٬۱۸۰ نفر جمعیت دارد.